# 鼓浪屿电话公司旧址
鼓浪屿电话公司旧址位于中国福建省厦门市鼓浪屿，是全国重点文物保护单位鼓浪屿近代建筑群的子项目之一。
鼓浪屿电话公司与中南银行旧址相邻，同样为印尼华侨糖商黄奕住创办。1923年黄奕住收购鼓浪屿原有的两家电话公司，在龙头路设“商办厦门电话股份有限公司”鼓浪屿接线站，内置美国电话设备。建筑为砖混结构，造型简朴，三层。